# Monogyn
Als monogyn bezeichnet man Ameisen, deren Kolonien nur eine begattete Königin (Gyne) haben. Sind mehrere friedlich zusammen lebende Königinnen in einer Kolonie enthalten, so wird sie als polygyn bezeichnet. Oligogyne Völker haben mehrere Königinnen, welche aber räumlich getrennt leben, da sie sonst gegeneinander kämpfen würden.

## Monogynie
Monogynie (Einweibigkeit) bezeichnet die Anwesenheit eines einzigen begatteten und Eier legenden Weibchens in einem Volk. Zumeist wurde das Volk von diesem Weibchen gegründet. Es ist dabei unwesentlich, ob das Weibchen ein vor der Paarung geflügeltes Individuum ist, das nach der Paarung die Flügel abgeworfen hat, oder ob es sich um eine auch ursprünglich flügellose Zwischenform zur Arbeiterin handelt (Intermorphe; gelegentlich auch als Interkaste bezeichnet).
In etwa der Hälfte der daraufhin untersuchten Ameisenarten hat jedes Volk nur eine Königin, ist also monogyn. Bei der anderen Hälfte der Arten enthalten die Völker gelegentlich, meistens, oder immer jeweils mehrere bis viele Königinnen, sind also polygyn („vielweibig“). Auch diese Königinnen können entflügelt sein, oder sie haben als Intermorphe nie Flügel gehabt. Im Extremfall (einige Ponerinae) sehen Arbeiterinnen und (funktionelle) Königinnen völlig gleich aus, unterscheiden sich mithin nur in der Funktion.
Abgesichert wird die Monogynie gegen die Aufnahme junger,  eigener oder fremder begatteter Weibchen in unterschiedlichem Maße. Bei streng monogynen, obligatorisch monogynen, Arten werden auch gerade erst begattete Weibchen unter keinen Umständen mehr in der Mutterkolonie geduldet, und sogar Schwestern kämpfen sofort heftig gegeneinander, sowie sie begattet sind (Beispiel Harpagoxenus sublaevis). Auch z. B. Temnothorax unifasciatus duldet niemals mehr als eine fertile Königin im Nest. Und bei pleometrotischer Koloniegründung durch mehrere Jungköniginnen von Lasius niger brechen bald nach dem Auftreten der ersten Puppen, spätestens aber nach Schlüpfen der ersten Arbeiterinnen, heftige Kämpfe unter den Königinnen aus. Letztlich bleibt nur eine Königin am Leben, falls nicht die letzte auch noch an Verletzungen oder Erschöpfung eingeht.

## Funktionelle Monogynie
Funktionelle Monogynie ist eine seltenere Sonderform der Monogynie. Hier wird ein Teil der in Nestnähe begatteten jungen Königinnen ins Mutternest aufgenommen. Sie werden dort so lange toleriert, bis sich ihre Ovarien entwickeln, d. h., dass die Tiere beginnen „wollen“ Eier zu legen. Dies kann mehr als ein Jahr dauern. Dann allerdings kommt es zu einer Hierarchie, in der das stärkste Tier als Königin verbleibt, während die unterlegenen abwandern. Vermutlich geschieht dies unter Mitnahme einiger Arbeiterinnen.

## Oligogynie
Oligogyne (griechisch oligo = wenig) Völker haben mehrere Königinnen, welche aber räumlich getrennt leben (in unterschiedlichen, weit entfernten Kammern im Nest). Da sich die Königinnen gegenseitig nicht tolerieren, würde es bei einem Aufeinandertreffen zum Kampf kommen. Im Vergleich mit polygynen Kolonien ist die Anzahl der Königinnen meist sehr klein. Ein bekanntes Beispiel für eine oligogyne Art ist Lasius fuliginosus, auch bei Camponotus ligniperda wurden mehrere (2) Königinnen in einem Volk beobachtet.